# Íþróttafélagið Leiknir
Íþróttafélagið Leiknir – islandzki klub piłkarski, która gra w pierwszej klasie rozgrywkowej na Islandii.  Klub został założony 17 maja 1973 i ma swoją siedzibę w Efra-Breiðholt, Reykjavík. Domowe mecze rozgrywa na Leiknisvöllur, gdzie gra już od wczesnych lat. Mottem klubu jest "Pride of Breiðholt". Barwy drużyny to niebieski i czerwony.

## Historia
Leiknir został założony w 1973 roku przez rodziców żyjących w EFRA – Breiðholt na przedmieściach Reykjaviku. Myśleli, że dla ich dzieci potrzebne są lepsze usługi w obszarze dla dzieci. W latach osiemdziesiątych Leiknir oferował nie tylko piłkę nożną, ale i lekkoatletykę, gimnastykę i piłkę ręczną. Od 1990 roku klub posiadał tylko drużyny w piłkę nożną i koszykówkę. Od 1998 roku do 2009 roku w klubie istniała tylko sekcja piłkarskia. Potem klub zaoferował sekcję karate. Teraz Leiknir Reykjavík jest przede wszystkim klubem piłkarskim, ale ma też koszykówkę grając w niższych ligach kraju oraz karate tylko dla dzieci.
Leiknir w swojej historii wygrał wszystkie z możliwych lig na Islandii: 3 poziom rozgrywkowy w 2003 roku, 2 poziom rozgrywkowy w 2005 roku oraz 1 poziom rozgrywkowy w 2014 roku. Dwa razy wygrał również "Puchar Reykjavíku" w 2013 oraz 2016 roku. Od 2022 roku piłkarzem LEIKNIR został Maciej Makuszewski (były reprezentant Polski).

## Logo i stroje

### Logo
Herbem klubu z Reykjavíku jest niebieski okrąg z ozdobną literą "L" oraz piłką. Na dole herbu znajduje się napis klubu.

### Stroje
Kolor koszulek domowych Leikniru nawiązuje do barwów klubu. Niebieska koszulka w czerwone paski, czarne spodnie i takiego samego koloru getry to komplet trykotów domowych. Wyjazdowa koszulka składa się z jednolitej bieli.

## Stadion
Stadionem niebiesko-czerwonych jest Leiknisvöllur. Stadion może pomieścić 1300 miejsc. Krzesełka są podzielone na cztery takie same części po tej samej stronie. Kolor siedzisk jest niebieski. Na arenie nigdy nie rozgrywano meczów międzynarodowych.